# Sacha schoenen
Sacha schoenen is een familiebedrijf gespecialiseerd in schoenen, tassen en accessoires. Sacha heeft een webwinkel en 58 fysieke winkels verspreid over 4 landen. Het bedrijf is actief in Nederland, België, Duitsland en Luxemburg. Het hoofdkantoor is gevestigd in Tilburg en totaal telt het bedrijf meer dan 500 werknemers.

## Geschiedenis
In 1909 werd Sacha opgericht door Bert Termeer als een kleinschalige schoenenfabriek gespecialiseerd in maatschoenen. Zijn zoon Jacques opende in de jaren ’30 de eerste schoenenwinkel. Begin jaren ’70 openden zijn zonen Bert en Paul de eerste winkel onder de naam Sacha. Sinds 2004 is de vierde generatie, Ward Termeer, directeur van het bedrijf. In 2016 heeft de Termeer Groep branchegenoot Manfield overgenomen, na het faillissement van Macintosh Retail Group, waar Manfield onderdeel van was.